# Stadager Kirke
Stadager Kirke ligger enligt lidt nord for hovedgården Vennerslund ca. 11 km NNØ for Nykøbing Falster (Region Sjælland).

## Eksterne kilder og henvisninger
- Wikimedia Commons har flere filer relateret til Stadager Kirke
- Stadager Kirke på KortTilKirken.dk
- Stadager Kirke på danmarkskirker.natmus.dk (Danmarks Kirker, Nationalmuseet)